# Volkssternwarte Regensburg

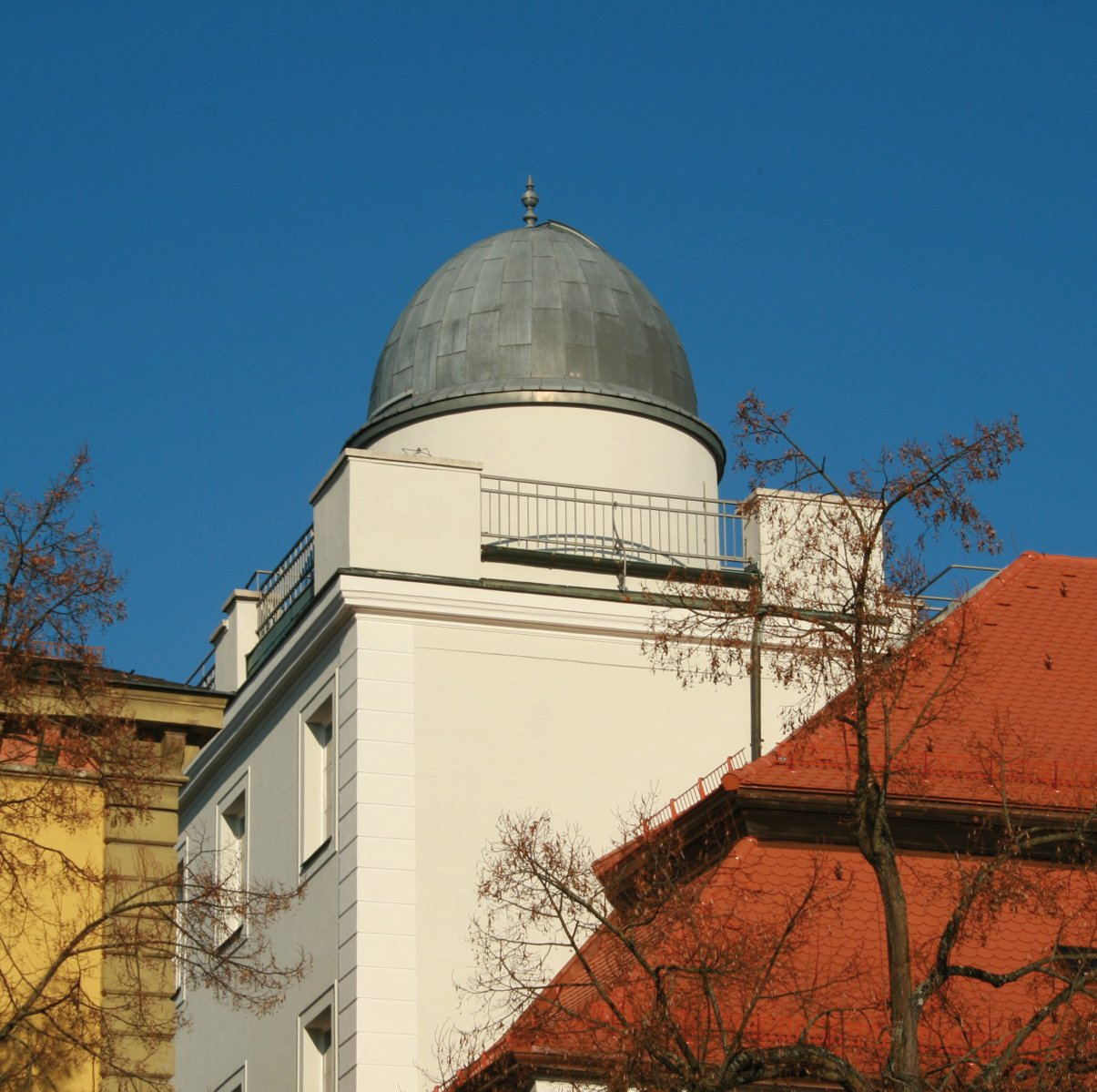
Volkssternwarte Regensburg

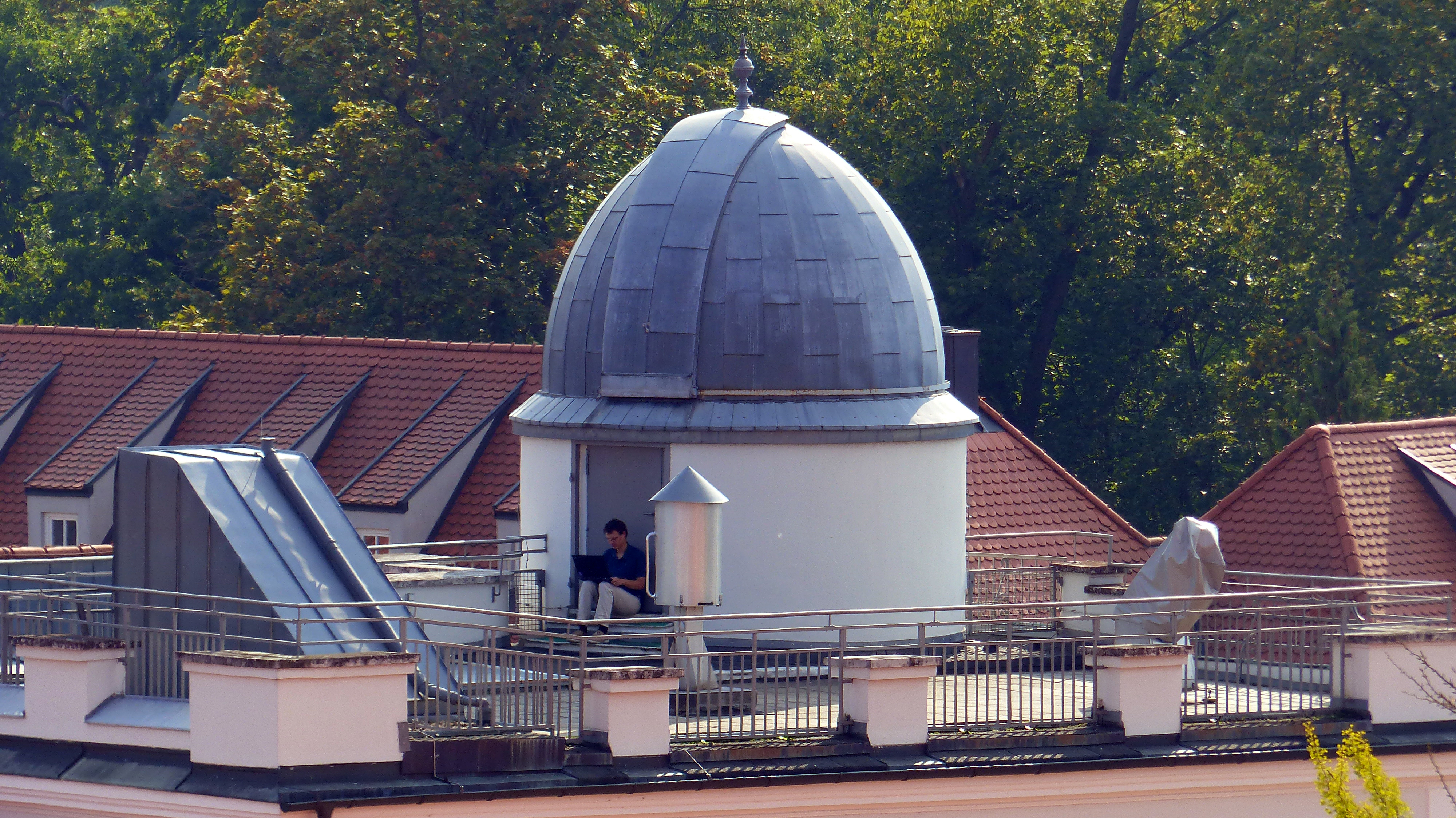
Sternwarte Regensburg von oben

Die Volkssternwarte Regensburg ist eine der ältesten Volkssternwarten Deutschlands, nach eigenen Angaben die älteste durchgehend bestehende Volkssternwarte Süddeutschlands. Die Sternwarte dient hauptsächlich der Volksbildung, unter anderem in Kooperation mit der Regensburger Volkshochschule. Neben Sonderveranstaltungen bei astronomischen Ereignissen hat die Sternwarte am Freitagabend für die Öffentlichkeit geöffnet. Im Jahr 2017 nahmen 4676 Besucher die Angebote der Volkssternwarte Regensburg wahr.

## Geschichte

### 1774 bis 1902

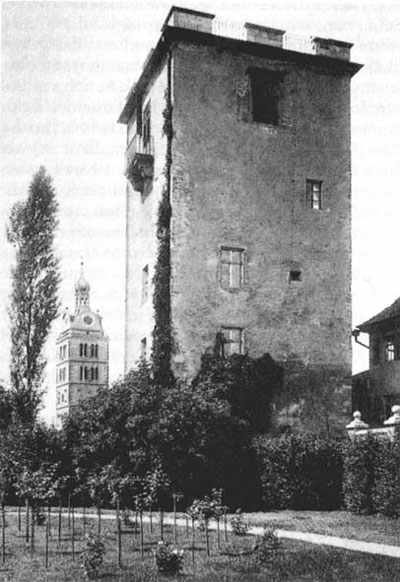
Placidusturm Regensburg

Vorgänger der heutigen Sternwarte war ein Observatorium des Klosters St. Emmeram in Regensburg, das 1774 ins Leben gerufen worden war. Fürstabt Frobenius Forster ließ 1774 und 1775 die Ecktürme des Stifts für astronomische und meteorologische Beobachtungen umbauen. Nach der Aufhebung des Stifts wurde 1812 ein Eckturm der Regensburger Stadtmauer, der Placidusturm, zu einer Sternwarte umgebaut. Der Benediktiner Placidus Heinrich führte daraufhin am Königlichen Lyzeum den astronomischen Unterricht ein. Dazu ließ er Beobachtungsinstrumente von Reichenbach in München herstellen. Zu den Gerätschaften, die zwischen 1812 und 1902 zur Verfügung standen, gehörten:
- Passageninstrument von Reichenbach/Fraunhofer aus dem Jahre 1812
- Äquatorial von Liebherr, München 1811, mit einer Öffnung von 5 cm
- Repetitionskreis von Fortin, Paris, um 1800
- Newtonteleskop, Spiegelteleskop von Brander, gebaut um 1770 in Augsburg, aus einem Holztubus mit einer Öffnung von 9 cm und einer Brennweite von 90 cm
- Kometensucher aus dem 18. Jahrhundert, bestehend aus einer Linsenoptik mit einer Öffnung von 6 cm und einer Brennweite von 60 cm

Die Geräte befinden sich heute in der Historischen Instrumentensammlung der Universität Regensburg.

### 1902 bis 1968

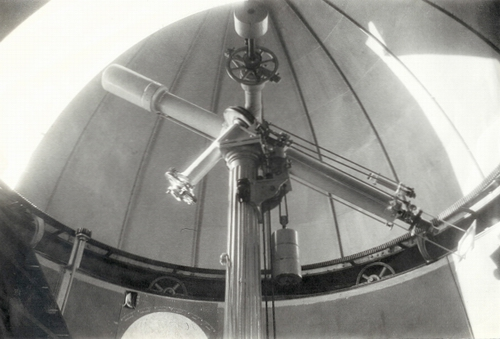
Ausstattung der Sternwarte im Jahr 1905.

Der Placidusturm musste 1902 den geänderten Verkehrsverhältnissen weichen; an seiner Stelle befindet sich heute der Petersweg. Zum Bau eines Ersatzes wurden von staatlichen Stellen 20.000 Mark bereitgestellt. Auf den bereits existierenden Gebäudetrakt des königlichen Lyzeums wurden zwei Stockwerke sowie eine Kuppel des Dresdener Herstellers Heyde, mit ungefähr 4,5 Metern Durchmesser, gebaut. Baubeginn war 1902, fertig gestellt wurde die Sternwarte im Jahr 1905. Die neu errichteten Stockwerke dienten als Bibliothek und Arbeitszimmer sowie der Unterbringung der astronomischen Apparate. Die Teleskopkuppel wurde mit einem 150-mm-Refraktor von Reinfelder ausgestattet. Da der Refraktor inzwischen defekt ist, wird er heute im Vortragsraum der Sternwarte ausgestellt. Die Kuppel selbst steht unter Denkmalschutz.
Im Jahr 1919 wurde der Physiker Karl Stöckl an das Lyzeum berufen. Am 10. November 1919 wurde im Regensburger Anzeiger für den „ersten Donnerstag nach Neujahr“ ein öffentlicher astronomischer Vortrag von Karl Stöckl über die Milchstraße angekündigt. Somit wurde die Sternwarte auf Betreiben von Karl Stöckl seit 1920 als Volkssternwarte genutzt. Im Jahr 1923 wurde das königliche Lyzeum zur Philosophisch-theologischen Hochschule (PTH) umgewandelt. Im Jahr 1938 berichtet der Bayerischer Anzeiger über jeden Freitag stattfindende Kurse auf der Regensburger Sternwarte.

### Ab 1968
Nach der Auflösung der PTH im Jahr 1968 konnte die Volkssternwarte durch den Einsatz von Bernhard Heß und Alois Menath als Teil der Fachhochschule Regensburg bestehen bleiben.
Seit 1976 wird die Sternwarte vom gemeinnützigen Verein der Freunde der Sternwarte Regensburg betrieben. Die heute zugänglichen Räume der Sternwarte wurden 1982 nach einer längeren Umbauzeit fertiggestellt. Der beim Umbau beschädigte Refraktor von Reinfelder wurde im Jahr 1983 durch einen apochromatischen Refraktor des Unternehmens Lichtenknecker ersetzt.

## Die Sternwarte heute

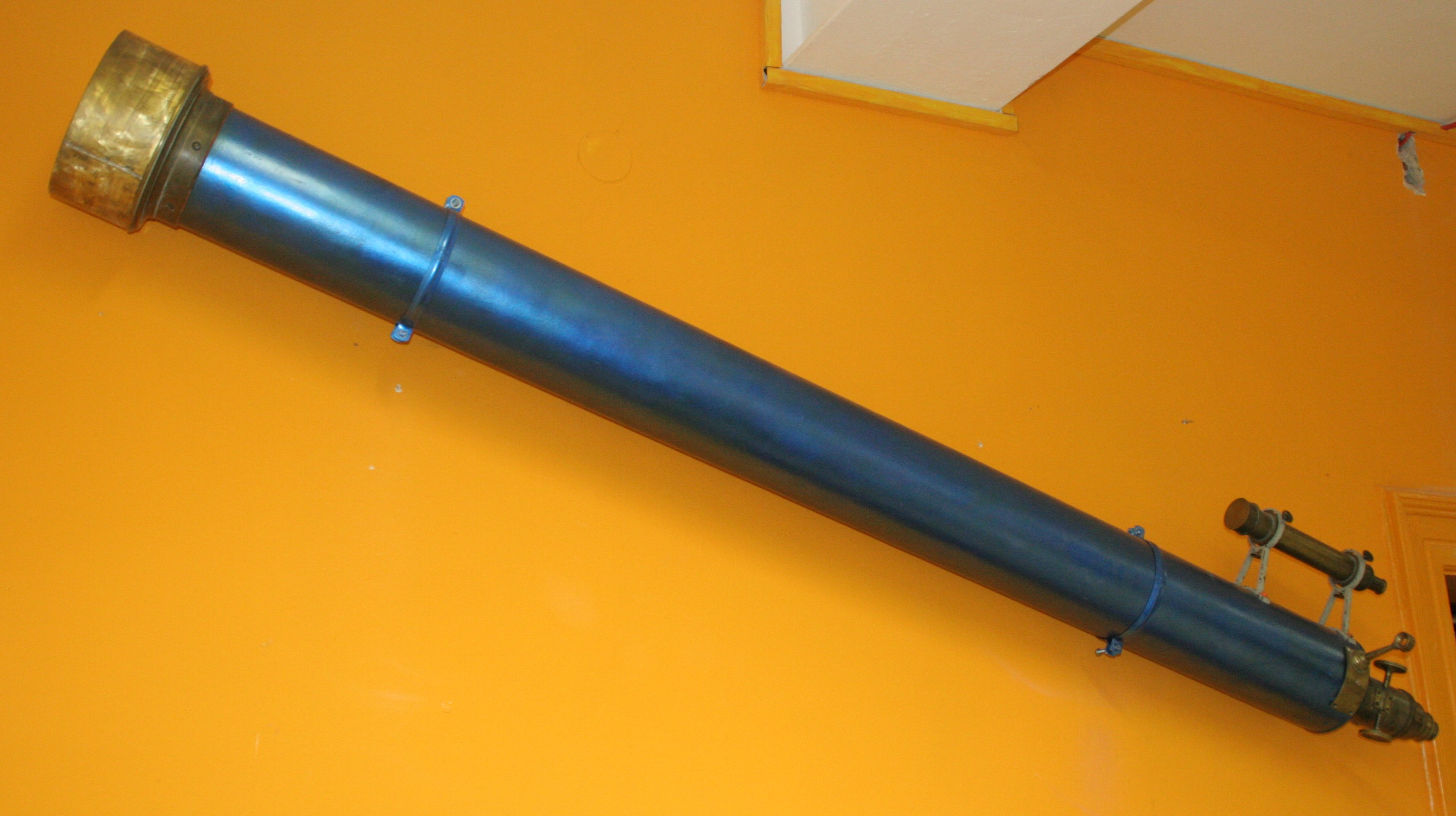
150 mm Refraktor der Sternwarte Regensburg, gebaut von Reinfelder circa 1905

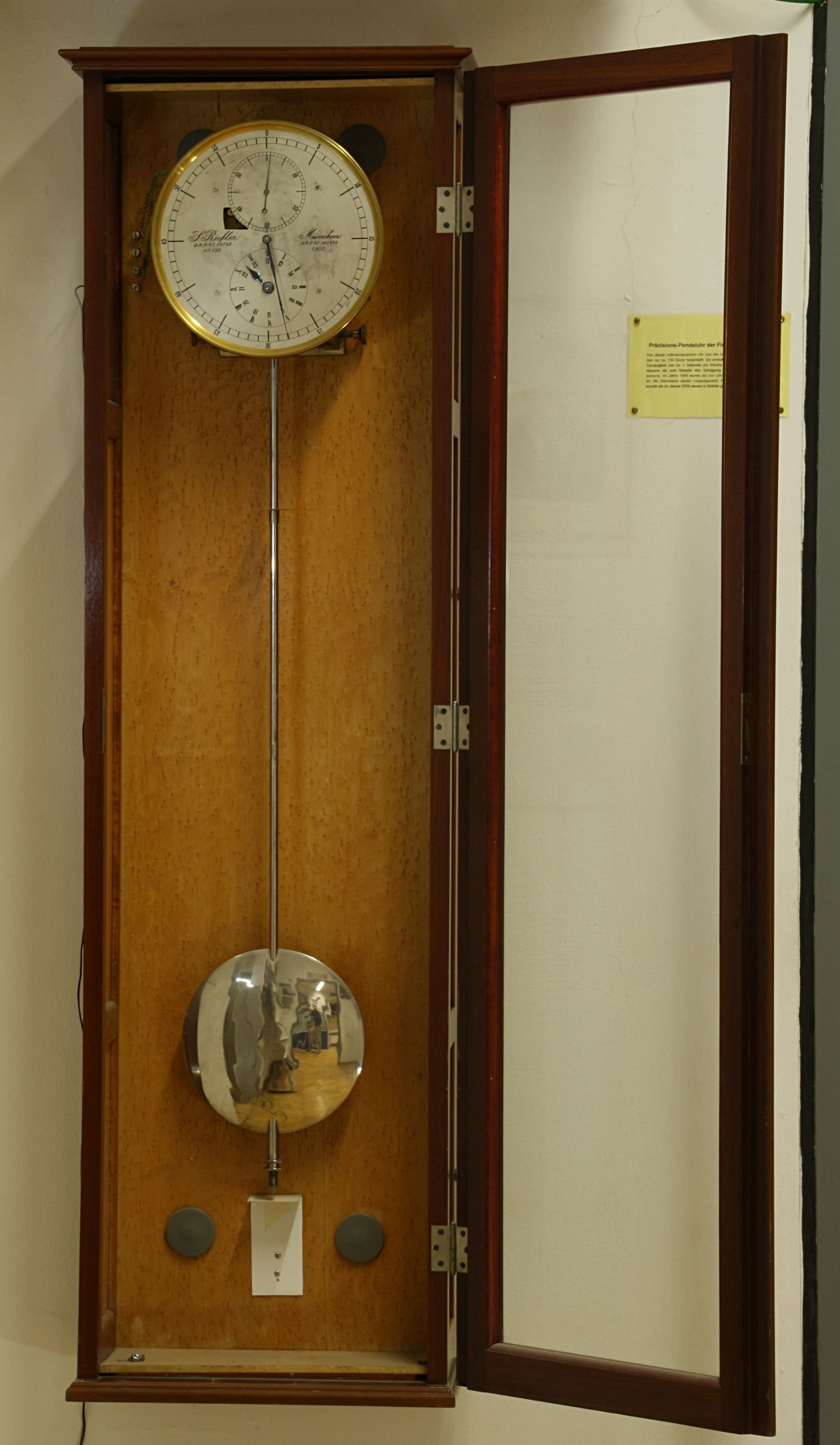
Riefler Präzisionspendeluhr aus dem Jahr 1905, ausgestellt in der Sternwarte Regensburg

Zu den astronomischen Instrumenten der Sternwarte gehören ein apochromatischer 150-mm-Lichtenknecker-Refraktor und ein 317-mm-Cassegrain-Teleskop, die sich in der Kuppel befinden. Auf der Dachplattform befinden sich weiterhin ein 305-mm- und ein 280-mm-Schmidt-Cassegrain-Teleskop. Zum weiteren Inventar gehört auch eine Riefler-Präzisionsuhr. Zu den Räumlichkeiten gehören weiterhin ein geologischer Schauraum sowie jeweils ein Ausstellungsraum zur Kosmologie und zum Sonnensystem.